# أليكس ماتيسن
أليكس ماتيسن (بالإنجليزية: Alex Matthiessen)‏ هو عالم بيئة أمريكي، ولد في 3 يوليو 1964.